# Volta a Llombardia 2023
La Volta a Llombardia 2023 fou la 117a edició de la Volta a Llombardia. Disputada el 7 d'octubre de 2023, tingué inici a Como i final a Bèrgam i fou el 34è esdeveniment de l'UCI World Tour 2023.
L'eslovè Tadej Pogačar (UAE Team Emirates) s'emportà el triomf de la cursa per tercera vegada consecutiva gràcies a un atac durant el descens del Passo di Ganda, a 32 kilòmetres del final. Al podi l'acompanyaren l'italià Andrea Bagioli (Soudal Quick-Step) i el també eslovè Primož Roglič (Team Jumbo-Visma), qui quedaren segon i tercer, respectivament, a 52 segons del vencedor. Amb aquesta victòria, Pogačar es convertí en el tercer ciclista, després dels italians Alfredo Binda i Fausto Coppi, en aconseguir tres victòries consecutives en aquesta cursa.

## Equips
25 equips participaren en aquesta edició de la Volta a Llombardia, dels quals 18 foren UCI WorldTeams i la resta UCI ProTeams.
| WorldTeams (18)- AG2R Citroën Team - Alpecin-Deceuninck - Astana Qazaqstan Team - Bahrain Victorious - Bora-Hansgrohe - Cofidis - EF Education-EasyPost - Groupama-FDJ - Ineos Grenadiers - Intermarché-Circus-Wanty - Jumbo-Visma - Lidl-Trek - Movistar Team - Soudal Quick-Step - Arkéa-Samsic - Team DSM-Firmenich - Team Jayco AlUla - UAE Team Emirates ProTeams (7)- Eolo-Kometa - Green Project-Bardiani CSF-Faizanè - Israel-Premier Tech - Lotto Dstny - Q36.5 Pro Cycling Team - TotalEnergies - Tudor Pro Cycling Team |
| |

## Classificació final
| \| Classificació general \| Classificació general \| Classificació general \| Classificació general \| Classificació general \| \| Corredor \| Corredor \| Equip \| Temps \| \| \| --------------------- \| -------------------------- \| ------------------------ \| --------------------- \| --------------------- \| \| 1r \| Tadej Pogačar \| UAE Team Emirates \| 5h 55' 33" \| \| \| 2n \| Andrea Bagioli \| Soudal Quick-Step \| + 52" \| \| \| 3r \| Primož Roglič \| Jumbo-Visma \| + 52" \| \| \| 4t \| Aleksandr Vlàssov \| Bora-Hansgrohe \| + 52" \| \| \| 5è \| Simon Yates \| Team Jayco AlUla \| + 52" \| \| \| 6è \| Adam Yates \| UAE Team Emirates \| + 52" \| \| \| 7è \| Carlos Rodríguez Cano \| Ineos Grenadiers \| + 52" \| \| \| 8è \| Richard Carapaz Montenegro \| EF Education-EasyPost \| + 1' 06" \| \| \| 9è \| Remco Evenepoel \| Soudal Quick-Step \| + 1' 26" \| \| \| 10è \| Andreas Kron \| Lotto Dstny \| + 1' 26" \| \| \| 11è \| Romain Bardet \| Team DSM-Firmenich \| + 1' 26" \| \| \| 12è \| Michael Woods \| Israel-Premier Tech \| + 1' 26" \| \| \| 13è \| Rui Alberto Faria da Costa \| Intermarché-Circus-Wanty \| + 1' 26" \| \| \| 14è \| Maxim Van Gils \| Lotto Dstny \| + 1' 30" \| \| \| 15è \| Nick Schultz \| Israel-Premier Tech \| + 1' 50" \| \| \| 16è \| Clément Berthet \| AG2R Citroën Team \| + 1' 50" \| \| \| 17è \| Chris Harper \| Team Jayco AlUla \| + 1' 50" \| \| \| 18è \| Lorenzo Fortunato \| Eolo-Kometa \| + 1' 50" \| \| \| 19è \| Marc Hirschi \| UAE Team Emirates \| + 2' 08" \| \| \| 20è \| Fausto Masnada \| Soudal Quick-Step \| + 2' 10" \| \| |                            |                          |            |
| |                            |                          |            |
| Font: ProCyclingStats |                            |                          |            |
| Classificació general |                            |                          |            |
| Corredor | Corredor                   | Equip                    | Temps      |
| 1r | Tadej Pogačar              | UAE Team Emirates        | 5h 55' 33" |
| 2n | Andrea Bagioli             | Soudal Quick-Step        | + 52"      |
| 3r | Primož Roglič              | Jumbo-Visma              | + 52"      |
| 4t | Aleksandr Vlàssov          | Bora-Hansgrohe           | + 52"      |
| 5è | Simon Yates                | Team Jayco AlUla         | + 52"      |
| 6è | Adam Yates                 | UAE Team Emirates        | + 52"      |
| 7è | Carlos Rodríguez Cano      | Ineos Grenadiers         | + 52"      |
| 8è | Richard Carapaz Montenegro | EF Education-EasyPost    | + 1' 06"   |
| 9è | Remco Evenepoel            | Soudal Quick-Step        | + 1' 26"   |
| 10è | Andreas Kron               | Lotto Dstny              | + 1' 26"   |
| 11è | Romain Bardet              | Team DSM-Firmenich       | + 1' 26"   |
| 12è | Michael Woods              | Israel-Premier Tech      | + 1' 26"   |
| 13è | Rui Alberto Faria da Costa | Intermarché-Circus-Wanty | + 1' 26"   |
| 14è | Maxim Van Gils             | Lotto Dstny              | + 1' 30"   |
| 15è | Nick Schultz               | Israel-Premier Tech      | + 1' 50"   |
| 16è | Clément Berthet            | AG2R Citroën Team        | + 1' 50"   |
| 17è | Chris Harper               | Team Jayco AlUla         | + 1' 50"   |
| 18è | Lorenzo Fortunato          | Eolo-Kometa              | + 1' 50"   |
| 19è | Marc Hirschi               | UAE Team Emirates        | + 2' 08"   |
| 20è | Fausto Masnada             | Soudal Quick-Step        | + 2' 10"   |

## Llista de participants
| UAE Team Emirates UAD | UAE Team Emirates UAD      | UAE Team Emirates UAD |
| --------------------- | -------------------------- | --------------------- |
| Núm                   | Ciclista                   | Pos                   |
| 1                     | Tadej Pogačar (SLO) (ruta) | 1r                    |
| 2                     | Sjoerd Bax (NED)           | DNF                   |
| 3                     | Davide Formolo (ITA)       | DNF                   |
| 4                     | Marc Hirschi (SUI) (ruta)  | 19è                   |
| 5                     | Rafał Majka (POL)          | 25è                   |
| 6                     | Diego Ulissi (ITA)         | 41è                   |
| 7                     | Adam Yates (GBR)           | 6è                    |

| AG2R Citroën Team ACT | AG2R Citroën Team ACT        | AG2R Citroën Team ACT |
| --------------------- | ---------------------------- | --------------------- |
| Núm                   | Ciclista                     | Pos                   |
| 11                    | Ben O'Connor (AUS)           | 34è                   |
| 12                    | Clément Berthet (FRA)        | 16è                   |
| 13                    | Felix Gall (AUT)             | 80è                   |
| 14                    | Valentin Paret-Peintre (FRA) | 101è                  |
| 15                    | Aurélien Paret-Peintre (FRA) | DNF                   |
| 16                    | Nicolas Prodhomme (FRA)      | 42è                   |
| 17                    | Lawrence Warbasse (USA)      | DNF                   |

| Alpecin-Deceuninck ADC | Alpecin-Deceuninck ADC  | Alpecin-Deceuninck ADC |
| ---------------------- | ----------------------- | ---------------------- |
| Núm                    | Ciclista                | Pos                    |
| 21                     | Stefano Oldani (ITA)    | 29è                    |
| 22                     | Tobias Bayer (AUT)      | 119è                   |
| 23                     | Nicola Conci (ITA)      | 60è                    |
| 24                     | Michael Gogl (AUT)      | DNF                    |
| 25                     | Jimmy Janssens (BEL)    | 89è                    |
| 26                     | Jason Osborne (GER)     | 51è                    |
| 27                     | Kristian Sbaragli (ITA) | 88è                    |

| Astana Qazaqstan Team AST | Astana Qazaqstan Team AST        | Astana Qazaqstan Team AST |
| ------------------------- | -------------------------------- | ------------------------- |
| Núm                       | Ciclista                         | Pos                       |
| 31                        | Simone Velasco (ITA) (ruta)      | 104è                      |
| 32                        | Samuele Battistella (ITA)        | DNF                       |
| 33                        | David de la Cruz Melgarejo (ESP) | DNF                       |
| 34                        | Fabio Felline (ITA)              | 112è                      |
| 35                        | Gianmarco Garofoli (ITA)         | 99è                       |
| 36                        | Gianni Moscon (ITA)              | DNF                       |
| 37                        | Cristian Scaroni (ITA)           | 69è                       |

| Bahrain Victorious TBV | Bahrain Victorious TBV          | Bahrain Victorious TBV |
| ---------------------- | ------------------------------- | ---------------------- |
| Núm                    | Ciclista                        | Pos                    |
| 41                     | Mikel Landa Meana (ESP)         | DNF                    |
| 42                     | Santiago Buitrago Sánchez (COL) | 32è                    |
| 43                     | Nicolò Buratti (ITA)            | 82è                    |
| 44                     | Andrea Pasqualon (ITA)          | DNF                    |
| 45                     | Hermann Pernsteiner (AUT)       | 76è                    |
| 46                     | Antonio Tiberi (ITA)            | 21è                    |
| 47                     | Edoardo Zambanini (ITA)         | 107è                   |

| Bora-Hansgrohe BOH | Bora-Hansgrohe BOH            | Bora-Hansgrohe BOH |
| ------------------ | ----------------------------- | ------------------ |
| Núm                | Ciclista                      | Pos                |
| 51                 | Jai Hindley (AUS)             | 44è                |
| 52                 | Giovanni Aleotti (ITA)        | DNF                |
| 53                 | Emanuel Buchmann (GER) (ruta) | 59è                |
| 54                 | Sergio Higuita García (COL)   | DNF                |
| 55                 | Bob Jungels (LUX)             | 67è                |
| 56                 | Aleksandr Vlàssov             | 4t                 |
| 57                 | Frederik Wandahl (DEN)        | DNF                |

| Cofidis COF | Cofidis COF                 | Cofidis COF |
| ----------- | --------------------------- | ----------- |
| Núm         | Ciclista                    | Pos         |
| 61          | Guillaume Martin (FRA)      | 52è         |
| 62          | Ion Izagirre Insausti (ESP) | 40è         |
| 63          | Victor Lafay (FRA)          | DNF         |
| 64          | Axel Mariault (FRA)         | FC          |
| 65          | Simon Geschke (GER)         | 90è         |
| 66          | Hugo Toumire (FRA)          | 118è        |
| 67          | Harrison Wood (GBR)         | DNF         |

| EF Education-EasyPost EFE | EF Education-EasyPost EFE               | EF Education-EasyPost EFE |
| ------------------------- | --------------------------------------- | ------------------------- |
| Núm                       | Ciclista                                | Pos                       |
| 71                        | Richard Carapaz Montenegro (ECU) (ruta) | 8è                        |
| 72                        | Jonathan Caicedo Cepeda (ECU)           | 116è                      |
| 73                        | Esteban Chaves Rubio (COL) (ruta)       | 75è                       |
| 74                        | Ben Healy (IRL) (ruta)                  | 30è                       |
| 75                        | Mikkel Frølich Honoré (DEN)             | DNF                       |
| 76                        | Andrea Piccolo (ITA)                    | 100è                      |
| 77                        | Rigoberto Urán (COL)                    | 35è                       |

| Eolo-Kometa EOK | Eolo-Kometa EOK           | Eolo-Kometa EOK |
| --------------- | ------------------------- | --------------- |
| Núm             | Ciclista                  | Pos             |
| 81              | Lorenzo Fortunato (ITA)   | 18è             |
| 82              | Mattia Bais (ITA)         | 61è             |
| 83              | Alessandro Fancellu (ITA) | DNF             |
| 84              | Erik Fetter (HUN)         | 46è             |
| 85              | Andrea Garosio (ITA)      | 86è             |
| 86              | Davide Piganzoli (ITA)    | 28è             |
| 87              | Diego Sevilla (ESP)       | 71è             |

| Green Project-Bardiani CSF-Faizanè BCF | Green Project-Bardiani CSF-Faizanè BCF | Green Project-Bardiani CSF-Faizanè BCF |
| -------------------------------------- | -------------------------------------- | -------------------------------------- |
| Núm                                    | Ciclista                               | Pos                                    |
| 91                                     | Luca Covili (ITA)                      | 55è                                    |
| 92                                     | Riccardo Lucca (ITA)                   | 115è                                   |
| 93                                     | Filippo Magli (ITA)                    | 87è                                    |
| 94                                     | Martin Marcellusi (ITA)                | 53è                                    |
| 95                                     | Henok Mulubrhan (ERI)                  | 113è                                   |
| 96                                     | Alex Tolio (ITA)                       | 68è                                    |
| 97                                     | Alessandro Tonelli (ITA)               | DNF                                    |

| Groupama-FDJ GFC | Groupama-FDJ GFC              | Groupama-FDJ GFC |
| ---------------- | ----------------------------- | ---------------- |
| Núm              | Ciclista                      | Pos              |
| 101              | Thibaut Pinot (FRA)           | 37è              |
| 102              | Romain Grégoire (FRA)         | 91è              |
| 103              | Valentin Madouas (FRA) (ruta) | 27è              |
| 104              | Lenny Martinez (FRA)          | DNF              |
| 105              | Rudy Molard (FRA)             | 39è              |
| 106              | Quentin Pacher (FRA)          | 38è              |
| 107              | Lars van den Berg (NED)       | 121è             |

| Ineos Grenadiers IGD | Ineos Grenadiers IGD        | Ineos Grenadiers IGD |
| -------------------- | --------------------------- | -------------------- |
| Núm                  | Ciclista                    | Pos                  |
| 111                  | Carlos Rodríguez Cano (ESP) | 7è                   |
| 112                  | Filippo Ganna (ITA)         | 117è                 |
| 113                  | Salvatore Puccio (ITA)      | DNF                  |
| 114                  | Magnus Sheffield (USA)      | 111è                 |
| 115                  | Pàvel Sivakov (FRA)         | 45è                  |
| 116                  | Ben Swift (GBR)             | 103è                 |
| 117                  | Ben Turner (GBR)            | DNF                  |

| Intermarché-Circus-Wanty ICW | Intermarché-Circus-Wanty ICW     | Intermarché-Circus-Wanty ICW |
| ---------------------------- | -------------------------------- | ---------------------------- |
| Núm                          | Ciclista                         | Pos                          |
| 121                          | Rui Alberto Faria da Costa (POR) | 13è                          |
| 122                          | Niccolò Bonifazio (ITA)          | DNF                          |
| 123                          | Louis Meintjes (RSA)             | DNF                          |
| 124                          | Simone Petilli (ITA)             | 93è                          |
| 125                          | Lorenzo Rota (ITA)               | DNF                          |
| 126                          | Rein Taaramäe (EST)              | DNF                          |
| 127                          | Georg Zimmermann (GER)           | 95è                          |

| Israel-Premier Tech IPT | Israel-Premier Tech IPT | Israel-Premier Tech IPT |
| ----------------------- | ----------------------- | ----------------------- |
| Núm                     | Ciclista                | Pos                     |
| 131                     | Jakob Fuglsang (DEN)    | 62è                     |
| 132                     | Hugo Houle (CAN)        | DNF                     |
| 133                     | Krists Neilands (LAT)   | DNF                     |
| 134                     | Nick Schultz (AUS)      | 15è                     |
| 135                     | Dylan Teuns (BEL)       | DNF                     |
| 136                     | Stephen Williams (GBR)  | DNF                     |
| 137                     | Michael Woods (CAN)     | 12è                     |

| Jumbo-Visma TJV | Jumbo-Visma TJV            | Jumbo-Visma TJV |
| --------------- | -------------------------- | --------------- |
| Núm             | Ciclista                   | Pos             |
| 141             | Primož Roglič (SLO)        | 3r              |
| 142             | Tiesj Benoot (BEL)         | 63è             |
| 143             | Koen Bouwman (NED)         | 105è            |
| 144             | Wilco Kelderman (NED)      | 65è             |
| 145             | Sam Oomen (NED)            | DNF             |
| 146             | Jan Tratnik (SLO)          | 47è             |
| 147             | Attila Valter (HUN) (ruta) | 22è             |

| Lidl-Trek LTK | Lidl-Trek LTK                | Lidl-Trek LTK |
| ------------- | ---------------------------- | ------------- |
| Núm           | Ciclista                     | Pos           |
| 151           | Bauke Mollema (NED)          | 43è           |
| 152           | Julien Bernard (FRA)         | 74è           |
| 153           | Amanuel Gebrezgabihier (ERI) | 78è           |
| 154           | Asbjørn Hellemose (DEN)      | 73è           |
| 155           | Juan Pedro López (ESP)       | DNF           |
| 156           | Jacopo Mosca (ITA)           | 110è          |
| 157           | Natnael Tesfatsion (ERI)     | 84è           |

| Lotto Dstny LTD | Lotto Dstny LTD           | Lotto Dstny LTD |
| --------------- | ------------------------- | --------------- |
| Núm             | Ciclista                  | Pos             |
| 161             | Thomas De Gendt (BEL)     | DNF             |
| 162             | Andreas Kron (DEN)        | 10è             |
| 163             | Sylvain Moniquet (BEL)    | 64è             |
| 164             | Mathijs Paasschens (NED)  | DNF             |
| 165             | Eduardo Sepúlveda (ARG)   | 54è             |
| 166             | Lennert Van Eetvelt (BEL) | DNF             |
| 167             | Maxim Van Gils (BEL)      | 14è             |

| Movistar Team MOV | Movistar Team MOV                  | Movistar Team MOV |
| ----------------- | ---------------------------------- | ----------------- |
| Núm               | Ciclista                           | Pos               |
| 171               | Enric Mas Nicolau (ESP)            | DNF               |
| 172               | William Barta (USA)                | 97è               |
| 173               | Imanol Erviti Ollo (ESP)           | 96è               |
| 174               | Matteo Jorgenson (USA)             | 23è               |
| 175               | Gregor Mühlberger (AUT) (ruta)     | 48è               |
| 176               | Óscar Rodríguez Garaicoechea (ESP) | 98è               |
| 177               | Carlos Verona Quintanilla (ESP)    | 58è               |

| Q36.5 Pro Cycling Team Q36 | Q36.5 Pro Cycling Team Q36 | Q36.5 Pro Cycling Team Q36 |
| -------------------------- | -------------------------- | -------------------------- |
| Núm                        | Ciclista                   | Pos                        |
| 181                        | Gianluca Brambilla (ITA)   | 81è                        |
| 182                        | Negasi Abreha (ETH)        | DNF                        |
| 183                        | Walter Calzoni (ITA)       | DNF                        |
| 184                        | Corey Davis (USA)          | DNF                        |
| 185                        | Mark Donovan (GBR)         | 72è                        |
| 186                        | Damien Howson (AUS)        | FC                         |
| 187                        | Kamil Małecki (POL)        | DNF                        |

| Soudal Quick-Step SOQ | Soudal Quick-Step SOQ        | Soudal Quick-Step SOQ |
| --------------------- | ---------------------------- | --------------------- |
| Núm                   | Ciclista                     | Pos                   |
| 191                   | Remco Evenepoel (BEL) (ruta) | 9è                    |
| 192                   | Julian Alaphilippe (FRA)     | 36è                   |
| 193                   | Andrea Bagioli (ITA)         | 2n                    |
| 194                   | Mattia Cattaneo (ITA)        | 70è                   |
| 195                   | Fausto Masnada (ITA)         | 20è                   |
| 196                   | Ilan Van Wilder (BEL)        | 66è                   |
| 197                   | Mauri Vansevenant (BEL)      | 31è                   |

| Arkéa-Samsic ARK | Arkéa-Samsic ARK          | Arkéa-Samsic ARK |
| ---------------- | ------------------------- | ---------------- |
| Núm              | Ciclista                  | Pos              |
| 201              | Warren Barguil (FRA)      | 24è              |
| 202              | Ewen Costiou (FRA)        | 92è              |
| 203              | Clément Champoussin (FRA) | 26è              |
| 204              | Simon Guglielmi (FRA)     | DNF              |
| 205              | Anthony Delaplace (FRA)   | DNF              |
| 206              | Kévin Vauquelin (FRA)     | DNF              |
| 207              | Alessandro Verre (ITA)    | DNF              |

| Team DSM-Firmenich DSM | Team DSM-Firmenich DSM        | Team DSM-Firmenich DSM |
| ---------------------- | ----------------------------- | ---------------------- |
| Núm                    | Ciclista                      | Pos                    |
| 211                    | Romain Bardet (FRA)           | 11è                    |
| 212                    | Matthew Dinham (AUS)          | 102è                   |
| 213                    | Chris Hamilton (AUS)          | 56è                    |
| 214                    | Oscar Onley (GBR)             | 77è                    |
| 215                    | Jonas Iversby Hvideberg (NOR) | 108è                   |
| 216                    | Florian Stork (GER)           | 57è                    |
| 217                    | Kevin Vermaerke (USA)         | DNF                    |

| Team Jayco AlUla JAY | Team Jayco AlUla JAY       | Team Jayco AlUla JAY |
| -------------------- | -------------------------- | -------------------- |
| Núm                  | Ciclista                   | Pos                  |
| 221                  | Simon Yates (GBR)          | 5è                   |
| 222                  | Kevin Colleoni (ITA)       | DNF                  |
| 223                  | Alessandro De Marchi (ITA) | 114è                 |
| 224                  | Edward Dunbar (IRL)        | 106è                 |
| 225                  | Lucas Hamilton (AUS)       | 122è                 |
| 226                  | Chris Harper (AUS)         | 17è                  |
| 227                  | Filippo Zana (ITA)         | 79è                  |

| TotalEnergies TEN | TotalEnergies TEN       | TotalEnergies TEN |
| ----------------- | ----------------------- | ----------------- |
| Núm               | Ciclista                | Pos               |
| 231               | Pierre Latour (FRA)     | 33è               |
| 232               | Jérémy Cabot (FRA)      | 49è               |
| 233               | Fabien Grellier (FRA)   | DNF               |
| 234               | Valentin Ferron (FRA)   | DNF               |
| 235               | Paul Ourselin (FRA)     | 50è               |
| 236               | Mattéo Vercher (FRA)    | DNF               |
| 237               | Alexis Vuillermoz (FRA) | 94è               |

| Tudor Pro Cycling Team TUD | Tudor Pro Cycling Team TUD  | Tudor Pro Cycling Team TUD |
| -------------------------- | --------------------------- | -------------------------- |
| Núm                        | Ciclista                    | Pos                        |
| 241                        | Simon Pellaud (SUI)         | DNF                        |
| 242                        | Jacob Eriksson (SWE)        | DNF                        |
| 243                        | Nils Brun (SUI)             | 109è                       |
| 244                        | Arthur Kluckers (LUX)       | DNF                        |
| 245                        | Sébastien Reichenbach (SUI) | 83è                        |
| 246                        | Yannis Voisard (SUI)        | 85è                        |
| 247                        | Hannes Wilksch (GER)        | 120è                       |

| UAE Team Emirates UAD | UAE Team Emirates UAD      | UAE Team Emirates UAD |
| --------------------- | -------------------------- | --------------------- |
| Núm                   | Ciclista                   | Pos                   |
| 1                     | Tadej Pogačar (SLO) (ruta) | 1r                    |
| 2                     | Sjoerd Bax (NED)           | DNF                   |
| 3                     | Davide Formolo (ITA)       | DNF                   |
| 4                     | Marc Hirschi (SUI) (ruta)  | 19è                   |
| 5                     | Rafał Majka (POL)          | 25è                   |
| 6                     | Diego Ulissi (ITA)         | 41è                   |
| 7                     | Adam Yates (GBR)           | 6è                    |

| AG2R Citroën Team ACT | AG2R Citroën Team ACT        | AG2R Citroën Team ACT |
| --------------------- | ---------------------------- | --------------------- |
| Núm                   | Ciclista                     | Pos                   |
| 11                    | Ben O'Connor (AUS)           | 34è                   |
| 12                    | Clément Berthet (FRA)        | 16è                   |
| 13                    | Felix Gall (AUT)             | 80è                   |
| 14                    | Valentin Paret-Peintre (FRA) | 101è                  |
| 15                    | Aurélien Paret-Peintre (FRA) | DNF                   |
| 16                    | Nicolas Prodhomme (FRA)      | 42è                   |
| 17                    | Lawrence Warbasse (USA)      | DNF                   |

| Alpecin-Deceuninck ADC | Alpecin-Deceuninck ADC  | Alpecin-Deceuninck ADC |
| ---------------------- | ----------------------- | ---------------------- |
| Núm                    | Ciclista                | Pos                    |
| 21                     | Stefano Oldani (ITA)    | 29è                    |
| 22                     | Tobias Bayer (AUT)      | 119è                   |
| 23                     | Nicola Conci (ITA)      | 60è                    |
| 24                     | Michael Gogl (AUT)      | DNF                    |
| 25                     | Jimmy Janssens (BEL)    | 89è                    |
| 26                     | Jason Osborne (GER)     | 51è                    |
| 27                     | Kristian Sbaragli (ITA) | 88è                    |

| Astana Qazaqstan Team AST | Astana Qazaqstan Team AST        | Astana Qazaqstan Team AST |
| ------------------------- | -------------------------------- | ------------------------- |
| Núm                       | Ciclista                         | Pos                       |
| 31                        | Simone Velasco (ITA) (ruta)      | 104è                      |
| 32                        | Samuele Battistella (ITA)        | DNF                       |
| 33                        | David de la Cruz Melgarejo (ESP) | DNF                       |
| 34                        | Fabio Felline (ITA)              | 112è                      |
| 35                        | Gianmarco Garofoli (ITA)         | 99è                       |
| 36                        | Gianni Moscon (ITA)              | DNF                       |
| 37                        | Cristian Scaroni (ITA)           | 69è                       |

| Bahrain Victorious TBV | Bahrain Victorious TBV          | Bahrain Victorious TBV |
| ---------------------- | ------------------------------- | ---------------------- |
| Núm                    | Ciclista                        | Pos                    |
| 41                     | Mikel Landa Meana (ESP)         | DNF                    |
| 42                     | Santiago Buitrago Sánchez (COL) | 32è                    |
| 43                     | Nicolò Buratti (ITA)            | 82è                    |
| 44                     | Andrea Pasqualon (ITA)          | DNF                    |
| 45                     | Hermann Pernsteiner (AUT)       | 76è                    |
| 46                     | Antonio Tiberi (ITA)            | 21è                    |
| 47                     | Edoardo Zambanini (ITA)         | 107è                   |

| Bora-Hansgrohe BOH | Bora-Hansgrohe BOH            | Bora-Hansgrohe BOH |
| ------------------ | ----------------------------- | ------------------ |
| Núm                | Ciclista                      | Pos                |
| 51                 | Jai Hindley (AUS)             | 44è                |
| 52                 | Giovanni Aleotti (ITA)        | DNF                |
| 53                 | Emanuel Buchmann (GER) (ruta) | 59è                |
| 54                 | Sergio Higuita García (COL)   | DNF                |
| 55                 | Bob Jungels (LUX)             | 67è                |
| 56                 | Aleksandr Vlàssov             | 4t                 |
| 57                 | Frederik Wandahl (DEN)        | DNF                |

| Cofidis COF | Cofidis COF                 | Cofidis COF |
| ----------- | --------------------------- | ----------- |
| Núm         | Ciclista                    | Pos         |
| 61          | Guillaume Martin (FRA)      | 52è         |
| 62          | Ion Izagirre Insausti (ESP) | 40è         |
| 63          | Victor Lafay (FRA)          | DNF         |
| 64          | Axel Mariault (FRA)         | FC          |
| 65          | Simon Geschke (GER)         | 90è         |
| 66          | Hugo Toumire (FRA)          | 118è        |
| 67          | Harrison Wood (GBR)         | DNF         |

| EF Education-EasyPost EFE | EF Education-EasyPost EFE               | EF Education-EasyPost EFE |
| ------------------------- | --------------------------------------- | ------------------------- |
| Núm                       | Ciclista                                | Pos                       |
| 71                        | Richard Carapaz Montenegro (ECU) (ruta) | 8è                        |
| 72                        | Jonathan Caicedo Cepeda (ECU)           | 116è                      |
| 73                        | Esteban Chaves Rubio (COL) (ruta)       | 75è                       |
| 74                        | Ben Healy (IRL) (ruta)                  | 30è                       |
| 75                        | Mikkel Frølich Honoré (DEN)             | DNF                       |
| 76                        | Andrea Piccolo (ITA)                    | 100è                      |
| 77                        | Rigoberto Urán (COL)                    | 35è                       |

| Eolo-Kometa EOK | Eolo-Kometa EOK           | Eolo-Kometa EOK |
| --------------- | ------------------------- | --------------- |
| Núm             | Ciclista                  | Pos             |
| 81              | Lorenzo Fortunato (ITA)   | 18è             |
| 82              | Mattia Bais (ITA)         | 61è             |
| 83              | Alessandro Fancellu (ITA) | DNF             |
| 84              | Erik Fetter (HUN)         | 46è             |
| 85              | Andrea Garosio (ITA)      | 86è             |
| 86              | Davide Piganzoli (ITA)    | 28è             |
| 87              | Diego Sevilla (ESP)       | 71è             |

| Green Project-Bardiani CSF-Faizanè BCF | Green Project-Bardiani CSF-Faizanè BCF | Green Project-Bardiani CSF-Faizanè BCF |
| -------------------------------------- | -------------------------------------- | -------------------------------------- |
| Núm                                    | Ciclista                               | Pos                                    |
| 91                                     | Luca Covili (ITA)                      | 55è                                    |
| 92                                     | Riccardo Lucca (ITA)                   | 115è                                   |
| 93                                     | Filippo Magli (ITA)                    | 87è                                    |
| 94                                     | Martin Marcellusi (ITA)                | 53è                                    |
| 95                                     | Henok Mulubrhan (ERI)                  | 113è                                   |
| 96                                     | Alex Tolio (ITA)                       | 68è                                    |
| 97                                     | Alessandro Tonelli (ITA)               | DNF                                    |

| Groupama-FDJ GFC | Groupama-FDJ GFC              | Groupama-FDJ GFC |
| ---------------- | ----------------------------- | ---------------- |
| Núm              | Ciclista                      | Pos              |
| 101              | Thibaut Pinot (FRA)           | 37è              |
| 102              | Romain Grégoire (FRA)         | 91è              |
| 103              | Valentin Madouas (FRA) (ruta) | 27è              |
| 104              | Lenny Martinez (FRA)          | DNF              |
| 105              | Rudy Molard (FRA)             | 39è              |
| 106              | Quentin Pacher (FRA)          | 38è              |
| 107              | Lars van den Berg (NED)       | 121è             |

| Ineos Grenadiers IGD | Ineos Grenadiers IGD        | Ineos Grenadiers IGD |
| -------------------- | --------------------------- | -------------------- |
| Núm                  | Ciclista                    | Pos                  |
| 111                  | Carlos Rodríguez Cano (ESP) | 7è                   |
| 112                  | Filippo Ganna (ITA)         | 117è                 |
| 113                  | Salvatore Puccio (ITA)      | DNF                  |
| 114                  | Magnus Sheffield (USA)      | 111è                 |
| 115                  | Pàvel Sivakov (FRA)         | 45è                  |
| 116                  | Ben Swift (GBR)             | 103è                 |
| 117                  | Ben Turner (GBR)            | DNF                  |

| Intermarché-Circus-Wanty ICW | Intermarché-Circus-Wanty ICW     | Intermarché-Circus-Wanty ICW |
| ---------------------------- | -------------------------------- | ---------------------------- |
| Núm                          | Ciclista                         | Pos                          |
| 121                          | Rui Alberto Faria da Costa (POR) | 13è                          |
| 122                          | Niccolò Bonifazio (ITA)          | DNF                          |
| 123                          | Louis Meintjes (RSA)             | DNF                          |
| 124                          | Simone Petilli (ITA)             | 93è                          |
| 125                          | Lorenzo Rota (ITA)               | DNF                          |
| 126                          | Rein Taaramäe (EST)              | DNF                          |
| 127                          | Georg Zimmermann (GER)           | 95è                          |

| Israel-Premier Tech IPT | Israel-Premier Tech IPT | Israel-Premier Tech IPT |
| ----------------------- | ----------------------- | ----------------------- |
| Núm                     | Ciclista                | Pos                     |
| 131                     | Jakob Fuglsang (DEN)    | 62è                     |
| 132                     | Hugo Houle (CAN)        | DNF                     |
| 133                     | Krists Neilands (LAT)   | DNF                     |
| 134                     | Nick Schultz (AUS)      | 15è                     |
| 135                     | Dylan Teuns (BEL)       | DNF                     |
| 136                     | Stephen Williams (GBR)  | DNF                     |
| 137                     | Michael Woods (CAN)     | 12è                     |

| Jumbo-Visma TJV | Jumbo-Visma TJV            | Jumbo-Visma TJV |
| --------------- | -------------------------- | --------------- |
| Núm             | Ciclista                   | Pos             |
| 141             | Primož Roglič (SLO)        | 3r              |
| 142             | Tiesj Benoot (BEL)         | 63è             |
| 143             | Koen Bouwman (NED)         | 105è            |
| 144             | Wilco Kelderman (NED)      | 65è             |
| 145             | Sam Oomen (NED)            | DNF             |
| 146             | Jan Tratnik (SLO)          | 47è             |
| 147             | Attila Valter (HUN) (ruta) | 22è             |

| Lidl-Trek LTK | Lidl-Trek LTK                | Lidl-Trek LTK |
| ------------- | ---------------------------- | ------------- |
| Núm           | Ciclista                     | Pos           |
| 151           | Bauke Mollema (NED)          | 43è           |
| 152           | Julien Bernard (FRA)         | 74è           |
| 153           | Amanuel Gebrezgabihier (ERI) | 78è           |
| 154           | Asbjørn Hellemose (DEN)      | 73è           |
| 155           | Juan Pedro López (ESP)       | DNF           |
| 156           | Jacopo Mosca (ITA)           | 110è          |
| 157           | Natnael Tesfatsion (ERI)     | 84è           |

| Lotto Dstny LTD | Lotto Dstny LTD           | Lotto Dstny LTD |
| --------------- | ------------------------- | --------------- |
| Núm             | Ciclista                  | Pos             |
| 161             | Thomas De Gendt (BEL)     | DNF             |
| 162             | Andreas Kron (DEN)        | 10è             |
| 163             | Sylvain Moniquet (BEL)    | 64è             |
| 164             | Mathijs Paasschens (NED)  | DNF             |
| 165             | Eduardo Sepúlveda (ARG)   | 54è             |
| 166             | Lennert Van Eetvelt (BEL) | DNF             |
| 167             | Maxim Van Gils (BEL)      | 14è             |

| Movistar Team MOV | Movistar Team MOV                  | Movistar Team MOV |
| ----------------- | ---------------------------------- | ----------------- |
| Núm               | Ciclista                           | Pos               |
| 171               | Enric Mas Nicolau (ESP)            | DNF               |
| 172               | William Barta (USA)                | 97è               |
| 173               | Imanol Erviti Ollo (ESP)           | 96è               |
| 174               | Matteo Jorgenson (USA)             | 23è               |
| 175               | Gregor Mühlberger (AUT) (ruta)     | 48è               |
| 176               | Óscar Rodríguez Garaicoechea (ESP) | 98è               |
| 177               | Carlos Verona Quintanilla (ESP)    | 58è               |

| Q36.5 Pro Cycling Team Q36 | Q36.5 Pro Cycling Team Q36 | Q36.5 Pro Cycling Team Q36 |
| -------------------------- | -------------------------- | -------------------------- |
| Núm                        | Ciclista                   | Pos                        |
| 181                        | Gianluca Brambilla (ITA)   | 81è                        |
| 182                        | Negasi Abreha (ETH)        | DNF                        |
| 183                        | Walter Calzoni (ITA)       | DNF                        |
| 184                        | Corey Davis (USA)          | DNF                        |
| 185                        | Mark Donovan (GBR)         | 72è                        |
| 186                        | Damien Howson (AUS)        | FC                         |
| 187                        | Kamil Małecki (POL)        | DNF                        |

| Soudal Quick-Step SOQ | Soudal Quick-Step SOQ        | Soudal Quick-Step SOQ |
| --------------------- | ---------------------------- | --------------------- |
| Núm                   | Ciclista                     | Pos                   |
| 191                   | Remco Evenepoel (BEL) (ruta) | 9è                    |
| 192                   | Julian Alaphilippe (FRA)     | 36è                   |
| 193                   | Andrea Bagioli (ITA)         | 2n                    |
| 194                   | Mattia Cattaneo (ITA)        | 70è                   |
| 195                   | Fausto Masnada (ITA)         | 20è                   |
| 196                   | Ilan Van Wilder (BEL)        | 66è                   |
| 197                   | Mauri Vansevenant (BEL)      | 31è                   |

| Arkéa-Samsic ARK | Arkéa-Samsic ARK          | Arkéa-Samsic ARK |
| ---------------- | ------------------------- | ---------------- |
| Núm              | Ciclista                  | Pos              |
| 201              | Warren Barguil (FRA)      | 24è              |
| 202              | Ewen Costiou (FRA)        | 92è              |
| 203              | Clément Champoussin (FRA) | 26è              |
| 204              | Simon Guglielmi (FRA)     | DNF              |
| 205              | Anthony Delaplace (FRA)   | DNF              |
| 206              | Kévin Vauquelin (FRA)     | DNF              |
| 207              | Alessandro Verre (ITA)    | DNF              |

| Team DSM-Firmenich DSM | Team DSM-Firmenich DSM        | Team DSM-Firmenich DSM |
| ---------------------- | ----------------------------- | ---------------------- |
| Núm                    | Ciclista                      | Pos                    |
| 211                    | Romain Bardet (FRA)           | 11è                    |
| 212                    | Matthew Dinham (AUS)          | 102è                   |
| 213                    | Chris Hamilton (AUS)          | 56è                    |
| 214                    | Oscar Onley (GBR)             | 77è                    |
| 215                    | Jonas Iversby Hvideberg (NOR) | 108è                   |
| 216                    | Florian Stork (GER)           | 57è                    |
| 217                    | Kevin Vermaerke (USA)         | DNF                    |

| Team Jayco AlUla JAY | Team Jayco AlUla JAY       | Team Jayco AlUla JAY |
| -------------------- | -------------------------- | -------------------- |
| Núm                  | Ciclista                   | Pos                  |
| 221                  | Simon Yates (GBR)          | 5è                   |
| 222                  | Kevin Colleoni (ITA)       | DNF                  |
| 223                  | Alessandro De Marchi (ITA) | 114è                 |
| 224                  | Edward Dunbar (IRL)        | 106è                 |
| 225                  | Lucas Hamilton (AUS)       | 122è                 |
| 226                  | Chris Harper (AUS)         | 17è                  |
| 227                  | Filippo Zana (ITA)         | 79è                  |

| TotalEnergies TEN | TotalEnergies TEN       | TotalEnergies TEN |
| ----------------- | ----------------------- | ----------------- |
| Núm               | Ciclista                | Pos               |
| 231               | Pierre Latour (FRA)     | 33è               |
| 232               | Jérémy Cabot (FRA)      | 49è               |
| 233               | Fabien Grellier (FRA)   | DNF               |
| 234               | Valentin Ferron (FRA)   | DNF               |
| 235               | Paul Ourselin (FRA)     | 50è               |
| 236               | Mattéo Vercher (FRA)    | DNF               |
| 237               | Alexis Vuillermoz (FRA) | 94è               |

| Tudor Pro Cycling Team TUD | Tudor Pro Cycling Team TUD  | Tudor Pro Cycling Team TUD |
| -------------------------- | --------------------------- | -------------------------- |
| Núm                        | Ciclista                    | Pos                        |
| 241                        | Simon Pellaud (SUI)         | DNF                        |
| 242                        | Jacob Eriksson (SWE)        | DNF                        |
| 243                        | Nils Brun (SUI)             | 109è                       |
| 244                        | Arthur Kluckers (LUX)       | DNF                        |
| 245                        | Sébastien Reichenbach (SUI) | 83è                        |
| 246                        | Yannis Voisard (SUI)        | 85è                        |
| 247                        | Hannes Wilksch (GER)        | 120è                       |